# Arcueil
Arcueil je obec ve Francii v departmentu Val-de-Marne na jižním předměstí Paříže. Nachází se 5,3 kilometru od centra Paříže. V obci žije 21 721 obyvatel, hustota zalidnění je 9 300 obyvatel/km2, rozloha obce je pak 2,33 km2.

## Historie[2]
Oblast byla osídlena již v pravěku. To ukázaly vykopávky z roku 2013, které probíhaly v klenutých sklepech místního kostela Saint Denys d'Arcueil.Tento kostel stojí v centru obce a byl postaven na konci 12. století.
Obcí vede Medicejský akvadukt, který zásoboval Paříž pitnou vodou od roku 1623. Dnes však slouží pouze k napájení jezera v parku Montsouris v centru Paříže. V obci vede akvadukt mostem, který překračuje řeku Bivèra.
V obci nalezneme historickou čtvrť s vilou Maison des Gardes ze 17. století. Tato čtvrť je posledním pozůstatkem činnosti knížat rodu Lorraine. Činnost tohoto rodu popisoval malíř Jean-Baptiste Oudry, který žil ve Maison dite à la colonne nedaleko od obce.
Roku 1886 byla v obci postavena budova Staré radnice. Architektem této budovy je Eugène Poubelle.
V obci byl vystavěn Radium Institute, kde Marie Curie prováděla mnoho pokusů s radioaktivitou. Tato budova dnes patří univerzitě v Paříži a je nazývána Institut Curie.
V 19. století byl vybudován lihovar Anis Gras, jehož budova z cihel je jednou z dominant obce. V této budově se vyráběl likér vynálezce François-Vincenta Raspaile. Vedle továrny se nachází vila nazývaná Raspailův dům.
V obci nalezneme také Perretrovu kapli, která je netradičně z velké části postavena z dutých cihel a železobetonu.

## Ekonomika
V Arcueil sídlí francouzská společnost France telecom S.A.

## Školství
V obci se nachází pět školek, pět základních škol a jedna střední škola.